# Gerézdi Rabán
Gerézdi Rabán (született: Gerézdi János) (Kaposvár, 1914. szeptember 26. – Budapest, 1968. január 8.) magyar irodalomtörténész, könyvtáros, tanár, az irodalomtudományok kandidátusa (1963).

## Életpályája
1929-től bencés papnövendék; szerzetesi neve Rabán. 1937-től Veszprémben, Pannonhalmán teológiát tanult. 1940-ben a rendből kilépve doktori címet szerzett a Budapesti Egyetemen. Itt Horváth János tanítványa volt, és ez nemcsak egész munkásságán érződik, de büszke is volt rá. Horváth Jánostól tanulta a szintézis igényét is. Évekig folytatta egy-egy téma adatgyűjtését, de mindig kész, befejezett, formailag is kimunkált művet hozott létre. Mindenre kiterjedő filológiai alapvetéssel dolgozott, de képes volt megtalálni a kutatott kor szellemi-irodalmi életére vonatkozó, világító adatokat.
1945-től az Országos Széchényi Könyvtárban dolgozott. 1948–1954 között az Egyetemi Könyvtárban a kézirattár vezetője volt. 1945–1951 között a Budapesti Egyetem bölcsészkarán irodalomtörténeti órákat tartott, és a könyvtárszakon az ősnyomtatványokról adott elő. 1956-tól a Magyar Tudományos Akadémia Irodalomtörténeti Intézetében osztályvezető volt. 1968. január 8-án öngyilkos lett.
Sírja a Farkasréti temetőben található.

## Munkássága
Fő kutatási területe a középkori magyar irodalom volt. Tudományos munkássága 1939-ben a Pannonhalmi Szemlében a középkori Szent István-offícium himnuszairól írt tanulmányával indult. Lelkesedésének első tárgyát néhány év múlva a hazai humanizmus vizsgálata váltotta fel, és az érdeklődésének a központi problémájává vált. Váradi Péterről írt disszertációjával (Egy magyar humanista: Váradi Péter, 1942) a magyar reneszánsz kutatók élvonalába emelkedett. Kiadta Janus Pannonius válogatott verseit (Janus Pannonius válogatott versei, tanulmánnyal, 1953), Székely István világkrónikáját (Chronica ez vilagnac yeles dolgairol. Szekel' Estvan, 1960). Számos fontos tanulmánya mellett (Az erazmista Komjáti Benedek, 1944; Aldus Manutius magyar barátai, 1945; Irodalmi nyelvünk kialakulása, 1948, Nagyszombati Márton, 1958…) monografikus formában dolgozta fel a Mohács előtti magyar nyelvű világi költészetet (A magyar világi líra kezdetei, 1962), mely életének főműve lett. Munkatársa volt A magyar irodalom története című akadémiai szintézisnek (1964). Utolsó éveiben Balassi Bálinttal foglalkozott, de a tervezett szintézisből csak az életút vázlatát adhatta közre (Kritika, 1967).

## Művei
- Régi Szent István-himnuszok és énekek; összeállította: Clauser Mihály, fordította: Gerézdi Rabán; Szent István Társulat, Budapest, 1938
- Egy magyar humanista: Váradi Péter; Franklin Nyomda, Budapest, 1943 (különlenyomat a Magyarságtudományból)
- Az erasmista Komjáti Benedek (1944-1946)
- Aldus Manutius magyar barátai (1945)
- Magyar írók Katona Józsefig; összeállította: Baróti Dezső, Gerézdi Rabán; Cserépfalvi, Budapest, 1945 (Magyar Pedagógusok Szakszervezete magyar irodalmi tankönyvei, 7.)
- Magyar írók Petőfi Sándorig; összeállította: Baróti Dezső, Gerézdi Rabán, Waldapfel József; Cserépfalvi, Budapest, 1946 (Magyar Pedagógusok Szakszervezete magyar irodalmi tankönyvei, 11.)
- Erasmus és az erdélyi unitáriusok (1947)
- Janus Pannonius válogatott versei; szerkesztette: Gerézdi Rabán, Kálnoky László, bevezetőt írta, jegyzetekkel ellátta: Gerézdi Rabán; Szépirodalmi, Budapest, 1953
- Székely István: Chronica ez vilagnac yeles dolgairol. Szekel' Estvan; sajtó alá rendezte, kísérőtanulmány: Gerézdi Rabán; Akadémiai, Budapest, 1960 (Bibliotheca Hungarica antiqua, 3.)
- A magyar világi líra kezdetei; Akadémiai, Budapest, 1962 (Irodalomtörténeti könyvtár, 7.)
- Janus Pannoniustól Balassi Bálintig. Tanulmányok; Akadémiai, Budapest, 1968